# Sarcomelicope
Sarcomelicope es un género con doce especies de plantas  perteneciente a la familia Rutaceae.

## Especies
- Sarcomelicope amosensis
- Sarcomelicope argyrophylla
- Sarcomelicope dogniensis
- Sarcomelicope follicularis
- Sarcomelicope glauca
- Sarcomelicope leiocarpa
- Sarcomelicope megistophylla
- Sarcomelicope pembaiensis
- Sarcomelicope petiolaris
- Sarcomelicope pubescens
- Sarcomelicope sarcococca
- Sarcomelicope simplicifolia